# Pediasia hispanica
Pediasia hispanica là một loài bướm đêm trong họ Crambidae.